# Визи, Джон, 4-й виконт де Вески
Достопочтенный Джон Роберт Уильям Визи, 4-й виконт де Вески, 5-й барон Кнаптон и 1-й барон де Вески (англ. John Robert William Vesey, 4th Viscount de Vesci, 5th Baron Knapton and 1st Baron de Vesci; 21 мая 1844 — 6 июля 1903) — англо-ирландский пэр и офицер британской армии.

## Биография
Родился 21 мая 1844 года. Старший сын Томаса Визи, 3-го виконта де Вески (1803—1875), и его жены, леди Эммы Герберт (1918—1884), младшей дочери 11-го графа Пембрука.
В 1863 году Джон Визи был зачислен в гвардейский полк Колдстримской гвардии. В 1866 году он был произведен в капитаны, а в 1876 году — в подполковники.
23 декабря 1875 года после смерти своего отца Джон Визи унаследовал титулы 4-го виконта де Вески из Эбби-Лейкс в графстве Куинс (Пэрство Ирландии), 5-го барона Кнаптона из графства Куинс (Пэрство Ирландии) и 6-го баронета Визи (Баронетство Ирландии).
Лорд де Вески уволился из британской армии в 1883 году.
8 ноября 1884 года для него был создан титул барона де Вески в Эбби-Лейкс в графстве Куинс (Пэрство Соединённого королевства), что дало ему наследственное место в Палате лордов Великобритании . С 1883 по 1900 год он занимал должность лорда-лейтенанта округа Куинс.

## Брак и дети
4 июня 1872 года Джон Визи женился на леди Эвелин Чартерис (27 августа 1849 — 18 июня 1939), старшей дочери Фрэнсиса Ричарда Чартериса, 10-го графа Уимса, от его жены леди Энн Фредерики Энсон, от которой у него была одна дочь и единственная наследница:
- Достопочтенная Мэри Гертруда Визи (10 апреля 1889 — 28 ноября 1970)[1], в 1910 году она вышла замуж за достопочтенного Обри Герберта (1880—1923), второго сына 4-го графа Карнарвона.

## Смерть и наследование
Виконт де Вески скончался в 1903 году, не оставив сыновей, поэтому его британский титул пэра прервался, а его ирландские титулы унаследовал его племянник Иво Визи, 5-й виконт де Вески.